# عایشه سلطان (همسر مراد چهارم)
عایشه سلطان، (درگذشته ۱۶۸۰ ادرنه) خاصگی سلطان مراد چهارم و مادر کایا سلطان بود. اصالت وی ناشناخته است اما در طول سلطنت مراد عایشه تنها خاصگی در حرم‌ او بوده ولی بعد از آمدن شمس‌شاه سلطان همسر عقدی و خاصگی سلطان مراد چهارم مقام او کاملا سقوط کرد و بعد از والده کوسم سلطان و شمش‌شاه سلطان سومین زن قدرتمند در حرم‌سرا بوده است.